# استانیسلاو کاراسی
استانیسلاو کاراسی (انگلیسی: Stanislav Karasi؛ زادهٔ ۸ نوامبر ۱۹۴۶) بازیکن فوتبال اهل یوگسلاوی بود.
از باشگاه‌هایی که در آن بازی کرده‌است می‌توان به باشگاه فوتبال لیل، باشگاه فوتبال ستاره سرخ بلگراد، باشگاه فوتبال رویال آنتورپ، و باشگاه فوتبال بئوگراد اشاره کرد.
وی همچنین در تیم ملی فوتبال یوگسلاوی بازی کرده‌است.